# Cantón de Lagor
El cantón de Lagor era una división administrativa francesa, situada en el departamento de los Pirineos Atlánticos y la región Aquitania.

## Composición
El cantón de Lagor agrupaba 17 comunas:
- Abidos
- Bésingrand
- Biron
- Castetner
- Laà-Mondrans
- Lacq (excepto Audéjos)
- Lagor
- Loubieng
- Maslacq
- Mont
- Mourenx
- Noguères
- Os-Marsillon
- Ozenx-Montestrucq
- Sarpourenx
- Sauvelade
- Vielleségure.

## Supresión del cantón de Lagor
En aplicación del Decreto n.º 2014-248 de 25 de febrero de 2014 el cantón de Lagor fue suprimido el 22 de marzo de 2015 y sus diecisiete comunas pasaron a formar parte, quince del nuevo cantón de Corazón de Bearne y dos del nuevo cantón de Artix y País de Soubestre.